# Leiocassis collinus
Leiocassis collinus är en fiskart som beskrevs av Ng och Lim 2006. Leiocassis collinus ingår i släktet Leiocassis och familjen Bagridae. Inga underarter finns listade i Catalogue of Life.